# 시티 라이트
《시티 라이트》(City Lights)는 1931년에 개봉된 찰리 채플린의 영화이다. 이 영화는 채플린의 영화 중에서 가장 감성적이다는 평가를 받으며 배급은 채플린이 공동 설립한 유나이티드 아티스츠에서 맡았다. 당시 발성 영화가 큰 인기를 끌자 채플린은 여기에 반발하여 만들었다. 이 영화는 아카데미상 작품상의 유력한 후보로 거론되었으나 정작 아카데미상의 후보에도 오르지 못하였다. 이 영화는 당시 미국의 대공황의 힘겨운 삶을 이야기하는 것으로도 유명하다.

## 줄거리

### 눈이 먼 여인과 백만장자와의 만남
영화는 밤의 한 도시에서 시작한다. 장면이 바뀌어 도시에서 평화와 번영을 위한 동상을 제막한다. 드디어 동상이 공개되나 동상 위에는 떠돌이(찰리 채플린 역)가 누워서 자고 있다. 도시의 사람들은 떠돌이에게 내려오라고 성화를 부리고, 겨우겨우 일어난 떠돌이는 다시 길을 걸어간다. 그러다가 어느 꽃 파는 여인을 만나게 된다. 이 여인은 아름다우나 가난하고 앞을 못 보는 장님이다. 떠돌이는 유일하게 남은 동전으로 여인이 파는 꽃을 사고 여인은 옆의 한 부자가 택시를 타는 소리를 들으면서 떠돌이를 부자로 착각하고 만다. 집에 돌아온 여인은 자신에게 돈을 주고 꽃을 산 남자에 대하여 보고 싶어한다. 한편 떠돌이는 어느 자살하려는 술 취한 백만장자를 구해준다. 금세 백만장자와 친해졌지만 백만장자는 딱 술에 취했을 때만 떠돌이와 친구가 되고 술에서 깼을 때는 인간보다 못한 취급을 하며 집에서 쫓아낸다. 그러는 사이에 백만장자는 유럽 여행을 간다.

### 백만장자와의 만남과 감옥
떠돌이는 여인의 집으로 가서 눈으로 신문을 보지 못하는 여인에게 신문을 읽어주다 어느 병원에서 눈을 치료할 수 있는 치료제가 발명되었다는 소식을 듣고 돈을 주려고 일을 한다. 그러나 청소부와 권투 선수를 해도 돈이 채워지지 않다가 유럽 여행에서 돌아온 백만장자와 우연히 거리에서 만난다. 이 백만장자는 다행히도 술에 취해있어서 떠돌이는 여인의 사정을 말하자 백만장자는 친구를 위해 거금을 준다. 그러나 백만장자는 집에서 강도들에게 몽둥이로 맞고 떠돌이는 강도로 몰린다. 백만장자는 다시 술에서 깨버려 떠돌이는 경찰들의 눈을 피해 도망간다. 도망간 떠돌이는 여인에게 치료비를 주고 거리를 방랑하다 감옥에 갇히고 만다.

### 마지막 장면
몇 년후, 여인은 치료를 받은 다음에 할머니와 같이 꽃가게를 열면서 행복하게 산다. 여인은 자신의 은인인 떠돌이를 보고 싶어한다. 그래서 꽃집에 오는 부자들 중에 은인이 있을 까봐 계속 지켜 본다. 한편 감옥에서 나온 떠돌이는 훨씬 더 가난해져서 거리를 돌다 우연히 여인을 보고 활짝 웃는다. 여인은 떠돌이를 불쌍한 거지로 생각하여 돈을 주고 행복하게 보내려다가 자신이 생각한 거지가 자신의 은인이라는 것을 알게 된다. 떠돌이는 여인이 준 꽃을 물면서 활짝 웃으면서 영화는 끝난다.

## 에피소드

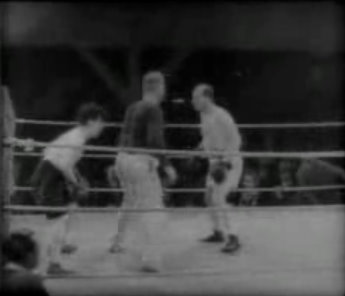
영화의 권투 장면

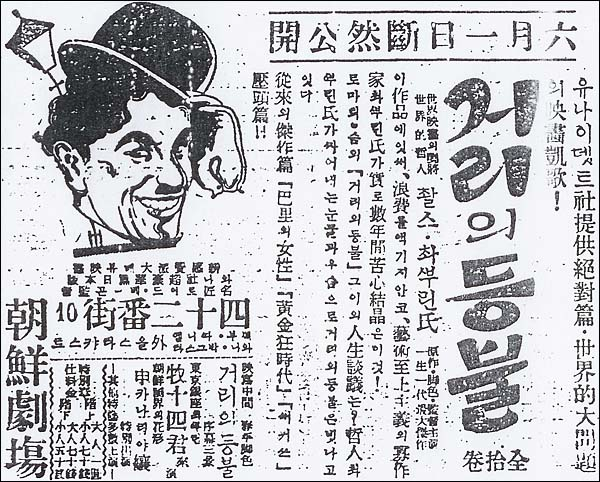
1934년 조선 일간지의 영화 광고

### 무성영화 옹호론
1927년, 영화 <재즈 싱어>로 발성 영화의 시대가 오자 채플린은 발성 영화를 비판하였다. 그가 이 영화를 제작할 때 그는 모든 배우들이 발성 영화에 이미 되어있다고 안타까워 하였다. 또한 음악을 담당한 채플린은 영화의 동상 장면에서 시장이 내는 소리를 트럼펫으로 하였다. 채플린의 마지막 무성 영화는 <모던 타임즈>이다. 또 채플린 최초의 발성 영화는 <위대한 독재자>로 <시티 라이트>가 개봉된지 약 9년 후였다.

### 황당한 대기록
<시티 라이트>은 영화 역사상 다시는 나올 수가 없는 전무후무한 한 장면 342번 촬영의 대기록을 세웠다. 그 이유는 채플린이 어느 해변에서 우연히 기용한 여주인공 버지니아 셰릴의 연기가 너무도 어설프다는 이유였다. 채플린은 이 장면에서 계속적으로 찍었으며 중간에는 <황금광시대>의 여주인공 조지아 헤일에게 연기를 시키기도 하였다. 결국 대안이 없다는 것을 확인한 채플린은 다시 버지니아 셰릴을 기용했고 그녀는 이를 이용해 출연료를 인상하라고 요구하였다.

### 수많은 유명인사와의 만남
채플린은 이 시기 유명인사들을 만났다. 1930년에는 영국의 수상 윈스턴 처칠이 영화 세트장을 방문하였다. 또한 <시티 라이트> 개봉날에는 알베르트 아인슈타인도 참가하였다. 아인슈타인은 마지막 떠돌이와 여인과의 만남 장면에서 울었다고 한다.

## 캐스팅
- 찰리 채플린 - 떠돌이
- 버지니아 셰릴 - 눈이 먼 여인
- 플로렌스 리 - 여인의 할머니
- 해리 마이어 - 백만장자
- 알 어니스트 가르시아 - 백만장자의 집사
- 행크 만 - 권투장면의 반대편 권투선수
- 헨리 버그만 - 도시의 시장
- T.S. 알렉산더 - 의사
- 빅터 알렉산더 - 미신을 믿는 권투선수
- 앨버트 오스틴 - 강도1/동료 청소부
- 조 반 미터 - 강도2
- 에디 베이커 - 권투 심판
- 제임스 도넬리 - 청소부 대장
- 레이 아렌본 - 신문팔이 소년
- 오스틴 주웰 - 신문팔이 소년
- 로버트 페리시 - 신문팔이 소년
- 존 랜드 - 버려진 시가를 줍는 떠돌이
- 그랜빌 레드먼드 - 조각가
- 플로렌스 윅스 - 시가 위에 앉는 여자

## 수상 내력

### 미국영화학회 선정 영화 100년 영화 100선
- 100 영화 - 76등
- 100 영웅과 악당 - 38등 (채플린의 리틀 트램프)
- 100 코미디 영화 - 38등
- 로맨틱 코미디 10위 영화 - 1위

## 같이 보기
- 모던 타임즈
- 무성 영화
- 대공황